# U-704
Unterseeboot 704 foi um submarino alemão do Tipo VIIC, pertencente a Kriegsmarine que atuou durante a Segunda Guerra Mundial.
O U-704 esteve em operação entre os anos de 1941 e 1945, realizando neste período 5 patrulhas de guerra, nas quais afundou uma navio aliado, num total de 6942 toneladas de arqueação.
Foram abertos buracos em seu casco para afundar em Vegesack no dia 3 de maio de 1945.

## Comandantes
| Comandante                   | Data                                         |
| ---------------------------- | -------------------------------------------- |
| Kptlt. Horst Wilhelm Kessler | 18 de novembro de 1941 - abril de 1943       |
| Oblt. Karl-Heinz Hagenau     | 12 de junho de 1943 - abril de 1944          |
| Ltn. Gerhard Ady             | abril de 1944 - julho de 1944                |
| Oblt. Wolfgang Schwarzkopf   | 6 de agosto de 1944 - 18 de dezembro de 1944 |
| Oblt. Gerhard Nolte          | 19 de dezembro de 1944 - 24 de março de 1945 |

## Subordinação
Durante o seu tempo de serviço, esteve subordinado às seguintes flotilhas:
| Período                                      | Flotilha                                      |
| -------------------------------------------- | --------------------------------------------- |
| 18 de novembro de 1941 - 30 de junho de 1942 | 8. Unterseebootsflottille (treinamento)       |
| 1 de julho de 1942 - 1 de abril de 1943      | 7. Unterseebootsflottille (serviço ativo)     |
| 1 de abril de 1943 - 31 de maio de 1943      | 21. Unterseebootsflottille (submarino escola) |
| 1 de junho de 1943 - 31 de agosto de 1943    | 24. Unterseebootsflottille (submarino escola) |
| 1 de setembro de 1943 - 31 de julho de 1944  | 23. Unterseebootsflottille (submarino escola) |
| 1 de agosto de 1944 - 3 de maio de 1945      | 21. Unterseebootsflottille (submarino escola) |

## Operações conjuntas de ataque
O U-704 participou das seguinte operações de ataque combinado durante a sua carreira:
- Rudeltaktik Wolf (13 de julho de 1942 - 31 de julho de 1942)
- Rudeltaktik Pirat (31 de julho de 1942 - 3 de agosto de 1942)
- Rudeltaktik Steinbrinck (3 de agosto de 1942 - 11 de agosto de 1942)
- Rudeltaktik Panther (10 de outubro de 1942 - 20 de outubro de 1942)
- Rudeltaktik Veilchen (20 de outubro de 1942 - 7 de novembro de 1942)
- Rudeltaktik Habicht (10 de janeiro de 1943 - 19 de janeiro de 1943)
- Rudeltaktik Haudegen (19 de janeiro de 1943 - 9 de fevereiro de 1943)